# Melanguina dulpela
Melanguina dulpela är en insektsart som beskrevs av Young 1986. Melanguina dulpela ingår i släktet Melanguina och familjen dvärgstritar. Inga underarter finns listade i Catalogue of Life.